# 秋木真
秋木 真（あきぎ しん）は、日本の作家。静岡県生まれ、埼玉県育ち。『ゴールライン』でデビュー
主な作品に「怪盗レッド」シリーズ、「黒猫さんとメガネくん」シリーズ（共に角川つばさ文庫）、「リオとユウの霊探事件ファイル」シリーズ（集英社みらい文庫）がある。

## 略歴
- 2006年
  - 日本児童文芸家協会「第12回創作コンクール 高学年部門」優秀賞・文部科学大臣奨励賞を受賞
- 2007年
  - 「埼玉文芸賞 児童文学部門」準賞を受賞
  - 9月：デビュー作「ゴールライン」（岩崎書店）が刊行
  - 12月『児童文芸12・1月号』に短編「天気予報」を書く
- 2010年
  - 2月：「怪盗レッド（1）」（角川つばさ文庫）シリーズがスタート
  - 2月：『児童文芸2・3月号』に短編「ガールズ・フィーリング」を書く
- 2011年
  - 9月：「毎日小学生新聞」にインタビューが掲載
  - 10月：『児童文芸10・11月号』にエッセイ「一％で十分」を書く
- 2012年
  - 2月〜12月まで：雑誌『児童文芸』にて「ある日、パールーがやってきて」を連載
  - 12月：「リオとユウの霊探事件ファイル」（集英社みらい文庫）シリーズがスタート
- 2014年
  - 12月：雑誌『児童文芸12・1月号』に児童文学についてのエッセイを書く
- 2015年
  - 8月：雑誌『児童文芸8・9月号』に冒険もの短編「スモールアドベンチャー」を書く
- 2016年
  - 4月：「少年探偵 響」シリーズがスタート

その他
- 『児童文芸』（日本児童文芸家協会・発行）に掲載された「ぼくとナギ」が、某進学塾のテキストとして使用
- 「怖いぞ！古典怪談傑作選」（教育画劇）に二本書く
- 「おなかがよじれる古典笑噺傑作選」（教育画劇）に三本書く
- 「怪談図書館9」（国土社）に「真夜中の鏡の向こうには・・・」を書く
- 「感動する仕事！泣ける仕事！1  チャンスはこの手でつかめ」（学研教育出版）で、瀬川昌司さんのエピソード文を書く
- 「母と子の読み聞かせ日本のお話120」（ナツメ社）で4作書く

## 作品

### ゴールライン
- 「ゴールライン」（岩崎書店）　2007.10.15 ISBN 9784265060757

### ある日、パールーがやってきて
- 「ある日、パールーがやってきて（第1回）」（日本児童文芸家協会）2012.2.3
- 「ある日、パールーがやってきて（第2回）」（日本児童文芸家協会）2012.4.5
- 「ある日、パールーがやってきて（第3回）」（日本児童文芸家協会）2012.6.7
- 「ある日、パールーがやってきて（第4回）」（日本児童文芸家協会）2012.8.9

### リオとユウの霊探事件ファイル
- 「リオとユウの霊探事件ファイル1 魔師見習い、はじめました！」（集英社みらい文庫）2012.12.10
- 「リオとユウの霊探事件ファイル2 妖怪退治、しません！」（集英社みらい文庫）2013.7.5
- 「リオとユウの霊探事件ファイル3 怪盗ゴースト、つかまえます！」（集英社みらい文庫）2014.1.5 ISBN 9784083211928

### 黒猫さんとメガネくん
- 「黒猫さんとメガネくんの初恋同盟」（角川つばさ文庫）2014.11.15 ISBN 9784046314567
- 「黒猫さんとメガネくんの学園祭」（角川つばさ文庫）2015.8.15 ISBN 9784046315014

### 少年探偵響
- 「少年探偵　響（1）銀行強盗にたちむかえ！の巻」（角川つばさ文庫）2016.4.15 ISBN 9784046315489
- 「少年探偵　響（2）豪華特急で駆けぬけろ！の巻」（角川つばさ文庫）2016.10.15 ISBN 9784046315496
- 「少年探偵　響（3）夜の学校で七不思議！？の巻」（角川つばさ文庫）2017.6.15 ISBN 9784046317018
- 「少年探偵　響（4）記憶喪失の少女のナゾ！？の巻」（角川つばさ文庫）2017.10.15 ISBN 9784046317384
- 「少年探偵　響（5）探偵の助手を救いだせ！の巻」（角川つばさ文庫）2018.10.15 ISBN 9784046318459
- 「少年探偵　響（6）嵐の夜の山荘で！？の巻」（角川つばさ文庫）2019.7.15 ISBN 9784046319203
- 「少年探偵　響（7）名探偵AIと推理勝負！？の巻」（角川つばさ文庫）2020.10.14 ISBN 9784046319234
- 「少年探偵　響（8）無人島の不可能ミステリー！？の巻」（角川つばさ文庫）2021.11.10 ISBN 9784046321046

### 悪魔召喚!
- 「悪魔召喚! 1」（青い鳥文庫）2018.1.12 ISBN 9784062856768
- 「悪魔召喚! 2」（青い鳥文庫）2018.4.13 ISBN 9784062856904
- 「悪魔召喚! 3」（青い鳥文庫）2018.8.9 ISBN 9784065127100

### 探偵七音はあきらめない
- 「探偵七音はあきらめない」（角川つばさ文庫）2023.12.13 ISBN 9784046322814
- 「探偵七音はためらわない」（角川つばさ文庫）2024.6.12 ISBN 9784046322968

### 助手が予知できると、探偵が忙しい
- 「助手が予知できると、探偵が忙しい」（文春文庫）2024.2.6 ISBN 9784167921729
- 「助手が予知できると、探偵が忙しい 依頼人の隠しごと」（文春文庫）2024.7.9 ISBN 9784167922511

### 半妖リサーチ!
- 「半妖リサーチ! 1 キツネ男子に、失神寸前!?」（ポプラキミノベル）2024.3.13 ISBN 9784591181270
- 「半妖リサーチ! 2 美しきヴァンパイア、あらわる!?」（ポプラキミノベル）2024.8.21 ISBN 9784591182567

### アンソロジー
- 「怪談図書館 9 暗闇におどる鬼火」（国土社）2009.3.1 ISBN 9784337112094 - 『真夜中の鏡のむこうには…』所収
- 「おもしろい話、集めました。 2」（角川つばさ文庫）2014.7.15 ISBN 9784046314123 - 『怪盗レッド バレンタインチョコはおおさわぎ!』所収
- 「1話10分謎解きホームルーム」（新星出版社）2020.12.10 ISBN 9784405073241 - 『消えた手帳』所収
- 「ナゾ解きミステリー読解ドリル　科学の不思議 事件ノート」（KADOKAWA）2022.1.28 ISBN 9784046052766 - 『［月のようすと動き］真夜中のオークション 怪盗レッド』所収
- 「1話10分恋愛文庫」（新星出版社）2023.11.30 ISBN 9784405073784 - 『シュークリーム告白大作戦』所収